# Перельман Натан Єфимович
Ната́н Єфи́мович Перельма́н (*1 серпня (19 липня) 1906, Житомир — †18 лютого 2002 Санкт-Петербург) — радянський, російський піаніст і педагог.
Вчився у Київській (у Г.Нейгауза, 1921—24) та Ленінградській (у Л.Ніколаєва, 1925—30) консерваторіях. Вів концертну діяльність протягом майже 70-ти років з 1927 по 1996, один з перших радянських музикантів, що гастролювали за кордоном. Понад 60 років (1937-2002) викладав у ленінградській (згодом - С.-Петербурзькій) консерваторії, професор (з 1957).
Автор концертних транскрипцій для фортепіано: хор М.П.Мусоргського «Розходилася-розгулялася», 1932; «Політ джмеля» Н.А.Римського-Корсакова, 1932; вальс із опери «Війна й мир» С.С.Прокоф'єва, 1957.
На ленінградському телебаченні вів цикл передач «Бесіди біля рояля». Автор знаменитої книжки афоризмів «У класі рояля».